# Carybdea xaymacana
Carybdea xaymacana es un cubozoo del orden Carybdeida. Se encuentra en la mayoría de las aguas costeras en los trópicos y subtropicales. C. xaymacana es una pequeña medusa (es decir, altura de la campana <3 cm) con cuatro brazos que conectan cada uno un tentáculo a la campana en forma de caja que es característica de los cubozoos. Con tentáculos que se expanden hasta 20 cm, se alimenta de zooplancton y pequeños organismos pelágicos. 
Se sabe que debido al aumento del pH de los océanos, los pólipos de esta medusa sufren una tasa de mortalidad muy alta.